# 小林一郎 (建築評論家)
小林 一郎（こばやし いちろう、1952年9月17日 - ）は、日本の建築評論家、編集者。ガード下（鉄道高架橋）空間利用考察のパイオニア。横丁と路地の考察も手がける。淑徳大学池袋サテライトキャンパス・エクステンションセンター講師、朝日カルチャーセンター千葉講師、東急セミナーBE自由が丘講師。
東京都葛飾区柴又出身。東京外国語大学の日本語教育学者・小林幸江教授は従姉にあたる。
1975年明治大学卒。卒業後、出版社の編集を経て、1984年、土木・建築を中心とした編集プロダクション・秋耕社を設立。鹿島出版会のほかX-Knowledgeなどの雑誌で執筆、単行本制作に長年たずさわる。書評歴も長く、「住宅建築」（建築資料研究社）では10年以上続けていた。
この編集プロダクションでの制作を通し、社会批評の戯画風イラストやチェルノブイリ・スケッチで知られる貝原浩（1947―2005）との交流を深める。
2010年の「ガード下学会」を経て、2012年「横丁・小径学会」を設立。

## エピソード
定期的に「横丁・小径学会」を開催し、横丁と路地を探索（参加費用無料）。参加者は静岡県、茨城県、神奈川県、埼玉県、東京都、千葉県―—と各地域から。

## 著書

### 著書
- 目利きの東京建築散歩 目利きの東京建築散歩 朝日新書・朝日新聞出版 2010年5月
- 江戸を訪ねる東京のんびり散歩 江戸を訪ねる東京のんびり散歩 ロコモーションパブリッシング 2010年6月
- 「ガード下」の誕生 「ガード下」の誕生 祥伝社新書 2012年4月
- 多摩川サイクリングロード完全ガイド マガジンハウス 2013年9月 ISBN 978-4-8387-2599-1
- 横丁と路地を歩く 柏書房 2014年5月 ISBN 978-4-7601-4409-9
- ここだけは見ておきたい東京の近代建築I 吉川弘文館 2014年7月 ISBN 978-4-642-08251-8
- ここだけは見ておきたい東京の近代建築II 吉川弘文館 2014年8月 ISBN 978-4-642-08252-5
- 金持ちは崖っぷちに住む 祥伝社 2015年9月

### 共著
- 自転車で東京建築さんぽ 小林・寺本著 平凡社 2009年10月

### 電子書籍
- ライオン看板――昭和の成熟と喪失　元木昌彦責任編集ｅ―ノンフィクション文庫 ゼロメガ 2013年12月

## 出演

### テレビ
- みのもんたの朝ズバッ!（2011年12月・2012年4月、TBS）
- やじうまテレビ!（2012年4月、テレビ朝日）
- アカルイ☆ミライ（2012年6月、毎日放送）
- ビーバップ!ハイヒール（2012年6月、朝日放送）
- L4you（2014年8月、テレビ東京）
- 大人の社会見学（2014年12月、NHK BSプレミアム）
- ちちんぷいぷい（2016年5月、毎日放送）
- Nスタ（2016年5月、TBS）
- みんなのニュースワンダー（2016年10月、関西テレビ）
- AbemaPrime（2017年2月、AbemaTV Abema news）
- バイタルTV（2018年3月、BS-TBS）
- 水曜VIP！（2018年5月、BS-TBS）
- かんさい情報ネットten.（2018年10月、読売テレビ）
- バイタルTV（2019年1月、BS-TBS）
- ノンストップ！（2019年5月、フジテレビ）

### ラジオ
- 浜美枝のいつかあなたと（2012年5月、文化放送）
- みのもんたのウィークエンドをつかまえろ（2012年6月、文化放送）
- くにまるジャパン「白熱教室」（2012年7月、文化放送）
- ラジオ深夜便「明日への言葉」（2012年7月、NHK）
- 荒川強啓 デイ・キャッチ!ニュース・クリップ（2016年2月、TBSラジオ）
- 爆笑問題の日曜サンデー「サンデーマナブくん」（2017年9月、TBSラジオ）
- CILORS OF WONDER（2019年4月、J-WAVE 81.3FM）